# اتحاد الصحافة السينمائية البلجيكية

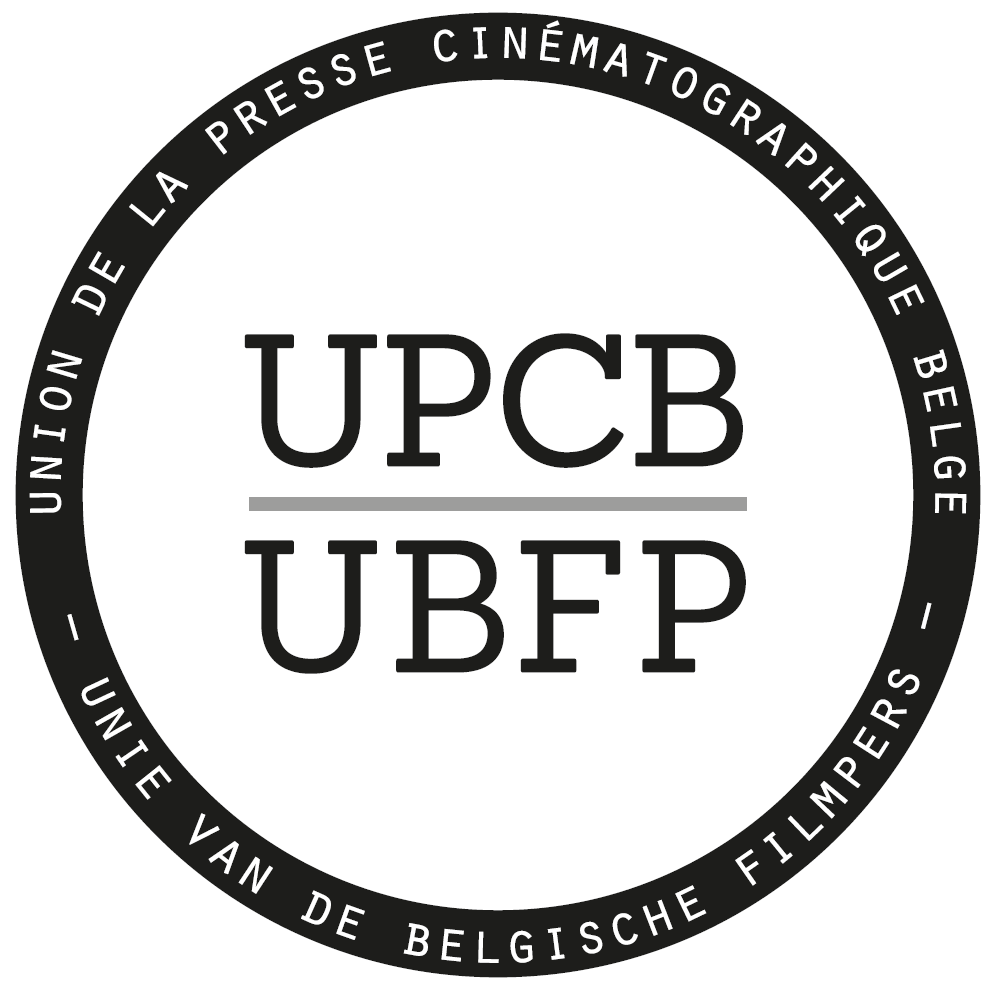

اتحاد الصحافة السينمائية البلجيكية، (بالفرنسية L’Union de la presse cinématographique belge واختصاره (UPCB))، اتحاد مهني للنقاد والعاملين في الصحافة السينمائية ببلجيكا، وهو الممثل القومي لبلجيكا في الاتحاد الدولي للنقاد السينمائيين (فيبريسي).
اتحاد مهني معترف به عالمياً، وقد أصبح في عام 2006 امتداداً للاتحاد المهني للصحافة السينمائية البلجيكية (APPCB)؛ وهو اتحاد قائم بشكل رسمي في بروكسل منذ الأول من مايو 1925.

## مقر الاتحاد
يقع مقر اتحاد الصحافة البلجيكية السينمائية في 310 شارع رويال (بروكسل)). وهو المكان الذي يقام فيه الاجتماع العام بشكل سنوي في منتصف شهر يناير تقريباً.

## هيئة الاتحاد
يترأس الاتحاد منذ عام 2012 ديفيد هينو. نائب الرئيس هو الصحفي جاك مونيه (من مجلة سينما بلجيكا) وهو في هذا المنصب منذ 2014، أما السكرتير فهو جيدو كونفون منذ 1992 وهو صحفي ومؤرخ سينمائي، من مجلس إدارة ثنائي اللغة والمكون من ثمانية أعضاء (مع أستريد جانسون، ديجا مومبو، لوسيل بولان، فريدي سارتور وثييري زامبروتتي) يتكون الاتحاد. حيث تكون مدة الرئاسة سنتان وهي قابلة للتجديد.

## مهام وأهداف الاتحاد
يضم هذا الاتحاد الوطني مئات النقاد والصحفيين (بالإضافة إلى بعض مصوريين سينمائيين) القادمين من بلجيكا والذين لديهم صلة بالسينما البلجيكية.

### الأهداف الرئيسية للاتحاد
وفقاً للمادة الثانية تتمثل الأهداف الرئيسية للاتحاد :
- نشر الفن السابع في وسائل الإعلام دون أي قلق تجاري.
- الحفاظ على قواعد الكرامة المهنية بين أعضاء الاتحاد.
- تعزيز روابط الزمالة الحسنة والتضامن بين أعضاء الاتحاد.
- حماية الحقوق والمصالح المهنية لأعضاء الاتحاد.

### حقوق أعضاء الاتحاد
وفقاً للمادة الخامسة : يتلقى أعضاء الاتحاد أجورهم مقابل نشاطهم؛ الذي يهدف إلى تعزيز المعرفة بما يتعلق بالسينما. كما يتم استصدار بطاقة مرور (بطاقة صحفي) لكل منهم مقابل أوراق معينة.
تقوم لجنة الحكم للاتحاد مؤلفة من أعضائها بمنح جائزة النقاد في عدة مهرجانات.
يقدم اتحاد الصحافة السينمائية البلجيكية، في يناير وبشكل سنوي، وخلال مأدبة عشاء جائزة لأفضل فيلم، وجائزة هامنم Humanum عن فيلم يتناول فكرة التعايش بانسجام بين الشعوب المختلفة.

## الجوائز
يقدم اتحاد الصحافة السينمائية البلجيكية عدة جوائز منها :

### الجائزة الكبرى للصحافة السينماية البلجيكية (UPCB)
- ديفيد لينش، الجائزة الكبرى للصحافة السينمائية البلجيكية لعام 2000 عن فيلم"قصة حقيقية "
- باولو سورينتينو، الجائزة الكبرى للصحافة السينمائية البلجيكية لعام 2013 عن فيلم الجمال العظيم

### جائزة هامنم Humanum
- ستيفن سبيلبيرغ، جائزة هامنم من اتحاد الصحافة السينمائية البلجيكية 1994

### جائزة النقاد
تأسست جائزة النقاد في عام 2012، تهدف للعديد من الأمور من بينها :الاحتفال بالنشاط المهرجاني الحافل في بلجيكا، جذب الانتباه من مختلف الأحداث السينمائية إلى الصحافة والجمهور، مكافأة المخرجين، ضمان إبراز الدور الذي يقوم به الاتحاد.